# 卡爾文·斯滕斯
卡爾文·斯滕斯（荷蘭語：Calvin Stengs，發音：[ˈkɛlvɪn ˈstɛŋs]；1998年12月18日—），荷蘭足球運動員，司職翼鋒，現效力於荷甲球會飛燕諾。

## 俱樂部生涯
斯滕斯1998年12月18日出生於荷蘭阿姆斯特丹，擁有著荷蘭和蘇里南雙重國籍，曾經在阿爾克馬爾青訓系統接受過足球培訓。
在2016年12月14日阿爾克馬爾主場2-0戰勝艾斯的比賽中上演了自己的一線隊首秀，他在那場比賽中首發出場並打滿全場。
法甲球隊尼斯官方宣佈，斯滕斯將於2021年夏天從荷甲球隊阿爾克馬爾加盟球隊，他將和球隊簽下一份5年的合約，轉會費為1500萬歐元。

## 國家隊生涯
2019年11月19日，斯滕斯在2020年歐洲國家盃外圍賽荷蘭5-0大勝愛沙尼亞的比賽中首發出場，完成個人國家隊首秀。在比賽中他完成了兩次助攻。

## 外部連結
- worldfootball.net：卡爾文·斯滕斯之統計數據 （英文）
- 卡尔文·斯滕斯于VI中的档案